# Tábua de mortalidade
Tábua de mortalidade, também chamada de tábua de vida ou tábua a(c)tuarial, é uma tabela utilizada principalmente no cálculo atuarial, em planos de previdência e seguros de vida, tanto no setor público quanto no setor privado, para calcular as probabilidades de vida e morte de uma população, em função da idade. As tábuas de mortalidade caracterizam-se por ser um modelo tabular da análise demográfica, que permite traçar políticas públicas e estudos demográficos.
As tábuas são criadas a partir de dados provenientes de censos populacionais, entidades oficiais do país a que se referem, levantamentos sobre apólices de seguros de vida, experiência de fundos de pensão, registro civil, livros de batismo e enterro e reflete a população num determinado período de tempo. Ela apresenta a probabilidade de morte e sobrevida de um determinado número de indivíduos em uma certa idades, entre outros dados que variam conforme a tábua.

## Origem
O primeiro cientista a tentar construir um Tábua de Mortalidade foi o inglês John Graunt. Ao longo de sua vida, ele esforçou-se para a obtenção de dados referentes à mortalidade de pessoas, mas faleceu sem concluir seu trabalho.
Alguns estatísticos afirmam que sábios islâmicos no ano de 1447 elaboraram o que seria a primeira tábua de mortalidade da história.

## Breslaw Table 1

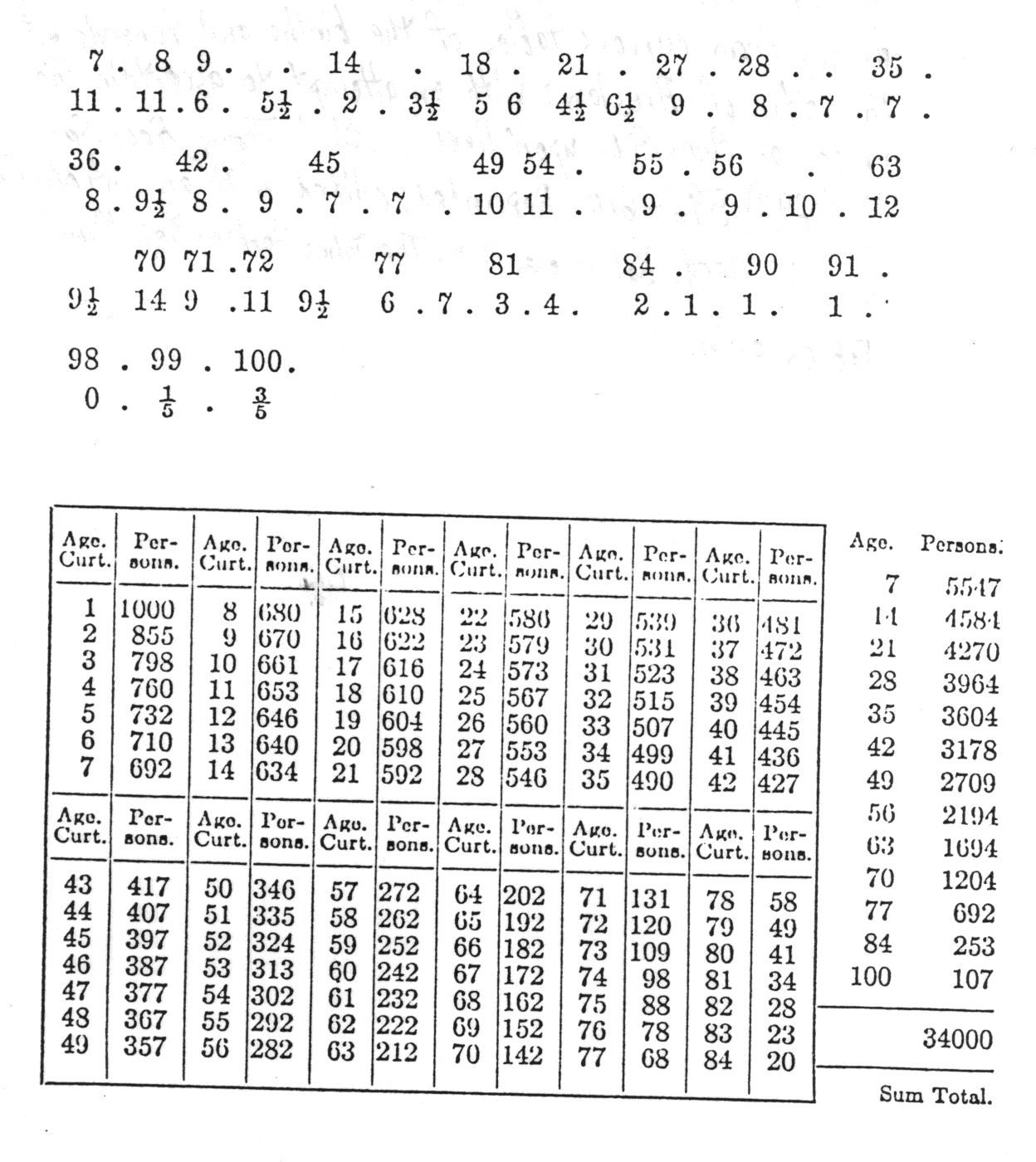
Breslaw Table.

A primeira tábua de mortalidade construída sobre princípios realmente científicos foi a Breslaw Table, elaborada por Edmund Halley em 1693. Seu nome vêm da cidade em que os dados foram coletados, Breslaw, atual Wroclaw, na Polônia.
Breslaw foi escolhida porque ficava geograficamente longe do mar, de modo que as imigrações e emigrações eram pequenas, gerando uma estabilidade demográfica com a qual John Graunt não pode contar em Londres.

## Tábuas atuais
Em 1815, Joshua Milne, atuário da Sun Life, apresentou uma tábua de mortalidade por meio de técnicas estatísticas e demográficas similares às utilizada atualmente. Levando em conta as informações populacionais de expostos ao risco de morte observados na cidade inglesa de Carlisle. Desde então, um grande número de tábuas foi publicado em todo o mundo. Em 1868, no EUA, foi publicado uma tábua de mortalidade com uma grande base de dados de seguros norte-americana, refletindo a experiência americana nos seguros de vida, o que é considerado um marco neste estudo.
O estudo satisfatório da sobrevivência exige a uma grande quantidade de dados confiáveis sobre nascimentos e mortes. Os métodos pelos quais estes dados são compilado é um  tema de interesse de atuários e estatísticos. Comumente, os dados brutos (frequências) são transformados em razões e interpolados. Após serem "graduados", através de um tratamento matemático, com a introdução de uma distribuição de probabilidade e de uma suavidade desejável para o produto final, mas preservando as características básicas das observações, a tábua está pronta para a publicação.
No Brasil existem três tábuas de mortalidade populacionais (Experiência Brasileira 1980, 1991 e 2002) criadas pelo IBGE, e anualmente são divulgadas tábuas que são fruto de um modelo de projeção populacional elaborado com as informações conhecidas. Esses modelos precisam ser revistos sempre que uma nova tábua é incorporada ao conjunto. As tábuas criadas pelo IBGE são pouco utilizadas no mercado previdenciário e securitário por apresentarem taxas relativas ao conjunto da população, que são diferentes das registradas entre o nicho de mercado das pessoas que compram esse tipo de produto.
No país, institutos de aposentadoria e pensões, costumavam publicar tábuas de suas experiências. Até a década de 70, o Instituto de Resseguros do Brasil publicava tábuas com a experiência de seguros de vida e acidentes do trabalho. Em 2010, foi publicada uma tábua elaborada com base nos dados obtidos do setor de seguros, batizada de Experiência do Mercado Segurador Brasileiro (BR-EMS).
A SUSEP, órgão fiscalizador do setor de seguros, e a PREVIC, autarquia supervisora e fiscalizadora dos fundos de pensão, adotam como parâmetro a tábua AT-2000, de origem estadunidense.

### Suavização
Uma técnica por vezes adotadas pelas empresas de seguros de pessoas e de previdência é a suavização dos valores das tábuas de mortalidade, visando criar tábuas em que a mortalidade é reduzida para fazer frente ao aumento da expectativa de vida.

## Características
As tábuas de mortalidade são divididas em colunas que cruzam a idade (representada por {\displaystyle \,x}) com uma função biométrica. A primeira idade da tábua é chamada de idade-raiz da tábua. A quantidade de vivos nesta idade (geralmente arbitrada em 100.000 ou 1.000.000) é conhecida como a raiz da tábua. A última idade atingível em uma tábua é chamada de {\displaystyle \omega } (letra grega omega, a última do idioma helênico).
Principais funções
- Sobreviventes ({\displaystyle l_{x}\,\!}): indica o número de indivíduos no início da idade {\displaystyle \,x\,\!}.
- Falecimento ({\displaystyle d_{x}\,\!}): indica o número de indivíduos que faleceram ao longo da idade {\displaystyle x\,\!}.
- Probabilidade de Morte ({\displaystyle q_{x}\,\!}): indica a probabilidade de um indivíduo com idade {\displaystyle \,x\,\!} de falecer ao decorrer desta idade.
- Probabilidade de Sobrevivência ({\displaystyle p_{x}\,\!}): indica a probabilidade de um indivíduo com idade {\displaystyle \,x\,\!} de sobreviver ao longo desta idade, ou seja, de chegar com vida a próxima idade.
- Esperança Completa de Vida ({\displaystyle e_{x}^{o}\,\!}): indica a média de anos que os indivíduos de idade {\displaystyle \,x\,\!} viverão.

As tábuas de mortalidade são geralmente discriminadas por sexo, em razão de suas taxas de mortalidade substancialmente diferente. Outras características também podem ser usadas para distinguir os diferentes riscos, como tabagismo, profissão ou classe socioeconômica.

## Tábua intergeracional
Em um ambiente com aumento da expectativa de vida, observado inicialmente nos países desenvolvidos e que passou a ocorrer em todo o mundo, surge a necessidade de uma evolução no conceito de tábuas atuariais, visto que as tábuas de mortalidade apresentam modelos estáticos. Assim, passaram a ser desenvolvidas as tábuas geracionais ou intergeracionais que apresentam uma taxa de mortalidade às diferentes "gerações", representadas pelo ano de nascimento, criando assim tábuas mais dinâmicas que possibilitam projeções de mortalidade mais rigorosos.
As tábuas geracionais permitem uma melhor avaliação da mortalidade e sobrevivência, antecipando os efeitos do aumento da expectativa de vida, consequências dos avanços tecnológicos e da melhoria das condições da vida humana. São mais difundidas em países como Suíça e França, que possuem bases estatísticas e instituições mais sólidas. No Brasil, por exemplo, existem poucos dados referentes a mortalidade, especialmente se tratando da faixa populacional que compra produtos de previdência e seguros contra morte e as empresas são obrigadas e escolher na criação de um produto um tábua de mortalidade (estática) e uma taxa de juros, entre 0% e 6% ao ano, que deverá ser perseguida, além da inflação.